# Seznam výzbroje italské armády během druhé světové války
Následuje seznam výzbroje, kterou používala Královská italská armáda (Regio Esercito), Italské letectvo (Regia Aeronautica), a Královské italské námořnictvo (Regia Marina) během druhé světové války.

## Bodáky
| Model                   | Typ   | Od:  |  |
| ----------------------- | ----- | ---- |  |
| Skládací bodák M91/38   | Bodák | 1893 |  |
| Standardní bodák M91/38 | Bodák | 1891 |  |

## Malé zbraně

### Ruční palné zbraně
| Obrázek | Typ                       | Výrobce                      | Náboje | Náboj                      | Od:  | Hmotnost         | Počet vyrobených | Komentář |
| ------- | ------------------------- | ---------------------------- | ------ | -------------------------- | ---- | ---------------- | ---------------- | --- |
|         | Beretta Modello 1934      | Beretta                      | 7 (+1) | .380 ACP                   | 1935 | 23.28 oz (660 g) | 1,080,000        | Zůstala ve službě až do roku 1991. |
|         | Beretta Modello 1935      | Beretta                      | 8 (+1) | .32 ACP                    | 1937 | ?                | 525,000          | Během války byla ceněným suvenýrem. Zůstala ve službě do roku 1967. |
|         | Glisenti Model 1910       | Società Siderurgica Glisenti | 7 (+1) | 9mm Glisenti               | 1910 | 29,00 oz (820 g) | 100,000          | Původně s nábojem 7.65×22mm, ale Italská armáda požadovala přechod na 9mm. |
|         | Bodeo Model 1889 Revolver | Více výrobců                 | 6      | 10.35mm Ordinanza Italiana | 1889 | 33.05 oz (950 g) | ?                | Italské výrobce zahrnují: Societa Siderurgica Glisenti, Castelli z Brescie, Metallurgica Bresciana, Vincenzo Bernardelli z Gardone Val Trompia. Během první světové války vyráběli Bodeo také španělští výrobci, Errasti a Arrostegui z Eibaru. |
| -       | Pistole M1942 Sosso       | FNA Brescia                  | 21     | 9×19mm Parabellum          | 1942 | ?                | ?                | Experimentální design, nikdy plně přijat. Vyrobilo se pouze pět kusů, z nichž čtyři dostali vysocí italští činitelé, jako například Vittorio Emanuele III a Benito Mussolini.                                                                   |

```

## Kulomety
- Breda Mod. 5C 6.5 mm těžký kulomet
- Breda Mod. 5G 6.5 mm lehký kulomet
- Breda 30 6.5 mm lehký kulomet
- Breda M31 (licencovaná kopie 13.2 mm kulometu Hotchkiss)
- Breda 37 8 mm těžký kulomet
- Breda 38 8 mm tankový kulomet
- FM 24/29 (ukořistěný francouzský kulomet)
- Fiat–Revelli Modello 1914 6.5 mm kulomet
- Fiat–Revelli Modello 1935 8 mm kulomet Breda
- SIA Mod. 1918 6.5 mm těžký kulomet
- Breda-SAFAT 7.7 mm kulomet
- Breda-SAFAT 12.7 mm kulomet
- Scotti–Isotta Fraschini Modello 1933 12.7 mm kulomet

```markdown

## Dělostřelectvo

### Pěchotní minomety
| Model                       | Kalibr | Max. dosah | Od   | Vyrobeno | Hmotnost, kg | Kadence střelby, RPM | Komentář                                                          |
| --------------------------- | ------ | ---------- | ---- | -------- | ------------ | -------------------- | ----------------------------------------------------------------- |
| Brixia Model 35             | 45mm   | 530        | 1935 | ?        | 15,5         | 18                   | mimořádně přesný, 18 minometů na prapor (ve 2 rojích)             |
| Mortaio da 81/14 Modello 35 | 81mm   | 1500       | 1935 | ?        | 59,56        | 18                   | 6 minometů na pluk, dostupný granát s prodlouženým dosahem (4 km) |

### Polní dělostřelectvo
Italské dělostřelectvo bylo obvykle označováno pomocí kalibru a délky hlavně v počtu délkových jednotek kalibru. Například "90/53" by znamenalo zbraň s hlavní o průměru 90 mm, kde délka hlavně byla přibližně 53 délkových jednotek kalibru (tj. 53x90 mm, což je 4,77 m).
| Cannone da 47/32 M35                  | 47mm               | 7000         | 1935 | ?    | 315    | 5                         | Dvojúčelové protitankové/pěchotní dělo, používané u mnoha vozidel, licencovaná verze děla Böhler                                       |                        |       |      |      |   |       |     |                                    |
| Cannone da 65/17 modello 7            | 65mm               | 6800         | 1907 | ?    | 650    | 5                         | Horské dělo |                        |       |      |      |   |       |     |                                    |
| Cannone da 65/17 modello 13           | 65mm               | 6800         | 1913 | ?    | 650    | 5                         | Horské dělo |                        |       |      |      |   |       |     |                                    |
| Škoda 7 cm K10                        | 66mm               | 5000         | 1912 | ?    | 520    | 10                        | Námořní dělo nasazené jako pobřežní dělo                                                                                               |                        |       |      |      |   |       |     |                                    |
| Skoda 75 mm Model 15 (Obice da 75/13) | 75mm               | 8250         | 1918 | ?    | 613    | 7                         | Postaveno v Rakousku |                        |       |      |      |   |       |     |                                    |
| Cannone da 75/27 modello 06           | 75mm               | 10000        | 1906 | ?    | 1080   | 5                         | Licencovaná verze děla Krupp 1906M |                        |       |      |      |   |       |     |                                    |
| Cannone da 75/27 modello 11           | 75mm               | 10240        | 1912 | ?    | 1076   | 5                         | Francouzský návrh |                        |       |      |      |   |       |     |                                    |
| Cannone da 75/27 modello 12           | 75mm               | 10000        | 1912 | ?    | 900    | 5                         | Modifikace děla Cannone da 75/27 modello 06                                                                                            |                        |       |      |      |   |       |     |                                    |
| Obice da 75/18 modello 34             | 75mm               | 9564         | 1934 | ?    | 1832   | 5                         | Horské dělo |                        |       |      |      |   |       |     |                                    |
| Obice da 75/18 modello 35             | 75mm               | 9564         | 1935 | ?    | 1832   | 5                         | Polní dělo verze Obice da 75/18 modello 34 s odlišným podvozkem                                                                        |                        |       |      |      |   |       |     |                                    |
| Cannone da 75/32 modello 37           | 75mm               | 12500        | 1937 | ?    | 1250   | 5                         | Dvojúčelové protitankové/polní dělo |                        |       |      |      |   |       |     |                                    |
| Cannone da 77/28 modello 5/8          | 76,5mm             | 6100         | 1907 | ?    | 1065   | 9                         | Postaveno v Rakousku, bronzová hlaveň                                                                                                  |                        |       |      |      |   |       |     |                                    |
| Obice da 100/17 modello 14            | 100mm              | 8180         | 1914 | ?    | 1417   | 6                         | Postaveno v Rakousku, sloužilo v NATO až do roku 1984                                                                                  |                        |       |      |      |   |       |     |                                    |
| Obice da 100/17 modello 16            | 100mm              | 8180         | 1916 | ?    | 1235   | 6                         | Snížená hmotnost verze Obice da 100/17 modello 14 pro použití jako horské dělo                                                         |                        |       |      |      |   |       |     |                                    |
| Škoda 10 cm K10                       | 100mm              | 15200        | 1910 | ?    | 2020   | 10                        | Dvojúčelové dělo |                        |       |      |      |   |       |     |                                    |
| Cannon 102/45                         | 102mm              | 9300         | 1917 | ?    | 2327   | 7                         | Námořní dělo přestavěné na protiletadlové dělo                                                                                         |                        |       |      |      |   |       |     |                                    |
| Cannone da 105/28 modello 12          | 105mm              | 8000 (12000) | 1917 | 854  | 2650   | 5                         | Licenčně postaveno, udržováno v záloze až do roku 1939                                                                                 |                        |       |      |      |   |       |     |                                    |
| Obice da 105/14 modello 17            | 105mm              | 6000 (8100)  | 1917 | 120  | 1400   | 5                         | Používáno ve stíhači samohybných děl                                                                                                   |                        |       |      |      |   |       |     |                                    |
| Cannone da 120/21                     | 120mm              | 7700         | 1880 | 5    | 4050   | 5                         | Pevnostní dělo Krupp, používané italskými pohraničními strážemi                                                                        |                        |       |      |      |   |       |     |                                    |
| Obice da 149/12                       | 149,1mm            | 8800         | 1914 | 1500 | 2344   | 3                         | Licenční kopie 15 cm sFH 13 |                        |       |      |      |   |       |     |                                    |
| Cannone da 149/23                     | 149,1mm            | 9300         | 1882 | ?    | 6050   | 1                         | Pevnostní houfnice, pravděpodobně se neúčastnila bojů ve druhé světové válce                                                           |                        |       |      |      |   |       |     |                                    |
| Obice da 149/12 modello 14            | 149,1mm            | 6500         | 1915 | ?    | 2700   | 1,5                       | Rakouská verze houfnice Skoda |                        |       |      |      |   |       |     |                                    |
| Obice da 149/13 modello 14            | 149,1mm            | 8800         | 1915 | 490  | 2765   | 1,5                       | Obice da 149/12 modello 14 upravená pro nové střelivo                                                                                  |                        |       |      |      |   |       |     |                                    |
| Cannone da 149/35 A                   | 149,1mm            | 16500        | 1900 | 895  | 8220   | 1                         | Bez tlumiče zpětného rázu, nulový náklon                                                                                               |                        |       |      |      |   |       |     |                                    |
| Cannone da 149/40 modello 35          | 149,1 mm (5,87 in) | %s           | 1940 | 63+? | 11 340 | 1-2                       | Náhrada za Cannone da 149/35A, nedostatečný počet vyroben                                                                              |                        |       |      |      |   |       |     |                                    |
| Obice da 149/19 modello 37            | 149,1mm            | 14250        | 1939 | 230  | 5780   | 3                         | Italská náhrada za všechny starší houfnice                                                                                             |                        |       |      |      |   |       |     |                                    |
| 15 cm/50 K10 Skoda                    | 149,1mm            | 15000        | 1912 | 12   | ?      | 6                         | Odebráno z rakouského bitevního lodi Tegetthoff a používáno v pobřežní obraně                                                          |                        |       |      |      |   |       |     |                                    |
| Cannone da 152/45                     | 152,4mm            | 19400        | 1910 | 53   | 16672  | 1                         | Námořní dělo používané k likvidaci nepřátelského dělostřelectva a při obléhání                                                         |                        |       |      |      |   |       |     |                                    |
| Cannone da. 152/37                    | 152,4mm            | 16000        | 1916 | 44   | 11900  | 1                         | Postaveno v Rakousku-Uhersku |                        |       |      |      |   |       |     |                                    |
| 190/39 Skoda                          | 190mm              | 20000        | 1904 | 29   | 12700  | 3                         | Postaveno v Rakousku-Uhersku jako námořní dělo, znovu použito Itálií v pobřežní obraně                                                 |                        |       |      |      |   |       |     |                                    |
| Canon de 19 modèle 1870/93 TAZ        | 194mm              | 18300        | 1915 | 12   | 65000  | 2                         | Francouzské železniční dělo v italské službě                                                                                           |                        |       |      |      |   |       |     |                                    |
| 7,5"/45 model 1908                    | 191mm              | 22000        | 1908 | 24   | 13770  | 2,6                       | Námořní dělo znovu používané v pobřežní obraně                                                                                         |                        |       |      |      |   |       |     |                                    |
| 203/45 Mod. 1897                      | 203,2mm            | 18000        | 1897 | 40   | 11900  | 2,4                       | Postaveno pro křižníky třídy Giuseppe Garibaldi-class cruiser, používané ve druhé světové válce jako obléhací dělo a v pobřežní obraně |                        |       |      |      |   |       |     |                                    |
| 203/50 modello 24                     | 203,2mm            | 30620        | 1924 | 26   | 11900  | 2,4                       | Postaveno pro křižníky třídy Trento-class cruiser, 1 věž použita v pobřežní obraně                                                     |                        |       |      |      |   |       |     |                                    |
| Obice da 210/22 modello 35            | 210mm              | 15400        | 1935 | 20   | 24000  | 1                         | Výroba pokračovala německy po kapitulaci Itálie                                                                                        |                        |       |      |      |   |       |     |                                    |
| Mortaio da 210/8 D.S.                 | 210mm              | 8450         | 1900 | ?    | 10930  | 0,4                       | Pouze v italských pevnostech | Mortario da 210/8 PIAT | 210mm | 8450 | 1900 | ? | 10930 | 0,4 | Tažená verze Mortaio da 210/8 D.S. |
| Mortario da 210/8 FROM                | 210mm              | 8450         | 1900 | ?    | 10930  | 0,4                       | Verze s lepší pohyblivostí než Mortario da 210/8 PIAT                                                                                  |                        |       |      |      |   |       |     |                                    |
| Mortaio da 260/9 Modello 16           | 260mm              | 9100         | 1916 | ?    | 12560  | 1 střela každých 12 minut | Italská verze návrhu od Schneider |                        |       |      |      |   |       |     |                                    |
| Obice da 280                          | 280mm              | 11600        | 1890 | ?    | 34070  | ?                         | Pobřežní opevnění a obléhací houfnice                                                                                                  |                        |       |      |      |   |       |     |                                    |
| Skoda 305 mm Model 1911               | 305mm              | 9600         | 1911 | 79   | 20839  | 0,18                      | Obležná houfnice Rakousko-uherského původu, přebraná Itálií                                                                            |                        |       |      |      |   |       |     |                                    |
| 305 mm /46 Model 1909                 | 305mm              | 24000        | 1909 |      | 62500  | 2                         | Námořní dělo používané jako pobřežní dělo                                                                                              |                        |       |      |      |   |       |     |                                    |
| Šablona:Ill                           | 305mm              | 19000        | 1909 | 6    | 199900 | 1                         | Námořní dělo používané jako pobřežní dělo                                                                                              |                        |       |      |      |   |       |     |                                    |
| Škoda 30.5 cm /45 K10                 | 305mm              | 20000        | 1911 | 65   | 620000 | 3                         | Trojitě instalované rakouské námořní dělo používané jako pobřežní dělo                                                                 |                        |       |      |      |   |       |     |                                    |
| Cannone navale da 381/40 (pobřežní)   | 381mm              | 27300        | 1912 | 10   | 95000  | 1,75                      | Námořní dělo používané jako pobřežní dělo                                                                                              |                        |       |      |      |   |       |     |                                    |
| Cannone navale da 381/40 (železniční) | 381mm              | 30000        | 1912 | 7    | 212000 | 1,75                      | Námořní dělo používané jako železniční dělo                                                                                            |                        |       |      |      |   |       |     |                                    |

Viz též:
- 203 mm /53 italské námořní dělo - hlavní dělo na italských křižnících

### Protitanková děla
Před a během druhé světové války Itálie navrhla většinu svých protiletadlových děl a některá svá pěchotní děla také pro protitankovou roli. Žádné zvláštní protitankové dělo nebylo vyrobeno. Níže jsou uvedena ta děla, která byla nejčastěji používána v protitankové roli.
| Model                        | Kalibr | Průnik 100 m (110 yardů)   | Průnik 500 m                | Úsťová rychlost                  | Max. dosah                       | Od   | Vyrobeno | Hmotnost kg | Kadence střelby RPM | Komentář                                                              |
| ---------------------------- | ------ | -------------------------- | --------------------------- | -------------------------------- | -------------------------------- | ---- | -------- | ----------- | ------------------- | --------------------------------------------------------------------- |
| Cannone da 37/54             | 37mm   | ?                          | ?                           | 700 m/s (2 300 ft/s)convert: bug | 6 000 m (20 000 ft)convert: bug  | 1934 | ?        | 277         | 120                 | dvojúčelové protitankové/protiletadlové dělo                          |
| Cannone controcarro da 37/45 | 37mm   | 64 mm (2,5 in)convert: bug | 31 mm (1,2 in)convert: bug  | 735 m/s (2 410 ft/s)convert: bug | 5 484 m (17 992 ft)convert: bug  | ?    | ?        | 327         | 13                  | Italská varianta německého děla Rheinmetall Pak 36                    |
| Cannone da 47/32 M35         | 47mm   | 58 mm (2,3 in)convert: bug | 43 mm (1,7 in)convert: bug  | 630 m/s (2 100 ft/s)convert: bug | 7 000 m (23 000 ft)convert: bug  | 1935 | ?        | 315         | 5                   | dvojúčelové protitankové/pěchotní dělo, licencovaná verze děla Böhler |
| Cannone da 90/53 mod. 1939   | 90mm   |                            | 190 mm (7,5 in)convert: bug | 850 m/s (2 800 ft/s)convert: bug | 17 400 m (57 100 ft)convert: bug | 1939 | 539      | 8950        | 19                  | dvojúčelové protitankové/protiletadlové dělo                          |